# ウォルター・マップ
ウォルター・マップ（Walter Map、1140年 – 約1210年）は、『宮廷人の閑話』を著した中世イギリスのラテン語作家。ウェールズ国境地帯の出身だと考えられている。